# Пронин, Василий Дмитриевич
Василий Дмитриевич Пронин (10 июля 1921, Грива, Калужская губерния — 19 марта 2002, Москва) — советский танкист. Участник Великой Отечественной войны. Герой Советского Союза (1945). Полковник.

## Биография
Василий Дмитриевич Пронин родился 10 июля 1921 года в деревне Грива (ныне посёлок Козельского района Калужской области) в крестьянской семье. Русский. В деревне окончил неполную среднюю школу. Десятилетнее образование завершал в городе Москве, куда семья Прониных переехала в 1936 году. После школы в 1939 году Василий Дмитриевич устроился учётчиком на Московский металлургический завод «Серп и Молот». В 1940 году В. Д. Пронин поступил в заводскую школу фабрично-заводского обучения. Учился на токаря, но в связи с призывом на военную службу завершить программу обучения не успел.
В ряды Рабоче-крестьянской Красной Армии В. Д. Пронин был призван Киевским районным военкоматом города Москвы в 1940 году. Срочную службу начал в Сибирском военном округе. Окончил школу младших командиров. Служил командиром отделения пулемётной роты. В мае 1941 года дивизия, в которой служил сержант В. Д. Пронин, была переброшена в Белоруссию. В боях с немецко-фашистскими захватчиками Василий Дмитриевич участвовал июля 1941 года на Западном фронте. 18 сентября 1941 года был ранен. После излечения в конце 1941 года был направлен в Саратовское танковое училище.
Вновь в действующей армии младший лейтенант В. Д. Пронин с февраля 1943 года на Волховском фронте в должности командира танка 124-й танковой бригады 54-й армии. Участвовал в завершающей фазе операции «Искра», в ходе которой танки бригады поддерживали наступление стрелковых частей 198-й и 311-й стрелковых дивизий 54-й армии в районе Смердыни. После завершения операции Василий Дмитриевич в составе в своего подразделения, входившего в 8-ю и 54-ю армии Волховского фронта, до октября 1943 года участвовал в боях по ликвидации Киришского плацдарма противника. В июне 1943 года бригада была преобразована в 124-й отдельный танковый полк. После отвода немецких войск с плацдарма полк вышел на рубеж реки Тигода, где вёл позиционные бои до января 1944 года. Зимой 1944 года младший лейтенант В. Д. Пронин участвовал в Новгородско-Лужской операции. За отличие в боях за город Любань полк был удостоен почётного наименование «Любаньский», а командир танка В. Д. Пронин получил звание лейтенанта. После окончательного снятия блокады Ленинграда 124-й отдельный танковый полк был передан Ленинградскому фронту, где в составе 2-й ударной армии до лета вёл бои на линии «Пантера» на рубеже реки Нарва.
В ходе Ленинградско-Новгородской операции немецко-фашистские войска были отброшены от Ленинграда на 220—280 километров, но с севера городу продолжала угрожать крупная группировка финских войск. С целью её разгрома в июне 1944 года войска Ленинградского фронта совместно с войсками Карельского фронта провели Выборгскую операцию. В ходе разгрома финских и немецких войск на Карельском перешейке 124-й отдельный танковый полк действовал в составе 21-й армии. Лейтенант В. Д. Пронин участвовал в освобождении города Койвисто и в боях за Выборг. Его экипаж отличился в ходе сражения при Тали-Ихантала. В боях у населённого пункта Ихантала Василий Дмитриевич смело бросил свой танк в атаку через минные поля и проволочные заграждения противника, увлекая за собой остальные экипажи, и первым прорвал сильно укреплённую и глубоко эшелонированную оборону противника. В боях с 28 по 30 июня 1944 года экипаж Пронина уничтожил 5 ДЗОТов, 4 огневые точки и до 15 финских солдат, подавил огонь двух вражеских пулемётов. 5 июля 1944 года танк Пронина был подбит, а командир танка был тяжело ранен и эвакуирован в госпиталь.
После трёх месяцев лечения Василий Дмитриевич вернулся в свою часть, которая отдыхала после боёв в Прибалтике, и был назначен на должность командира танкового взвода. 7 декабря 1944 года 124-й отдельный танковый полк был переброшен в Польшу и вошёл в состав 52-й армии 1-го Украинского фронта. Лейтенант В. Д. Пронин особо отличился в ходе Сандомирско-Силезской фронтовой операции, составной части Висло-Одерской стратегической операции.
В начале января 1945 года 124-й отдельный танковый полк был введён на Сандомирский плацдарм и 12 января 1945 года совместно со стрелковыми подразделениями 31-й и 294-й стрелковых дивизий был брошен на прорыв сильно укреплённой и глубоко эшелонированной обороны противника в районе города Сташув. В ходе боя танковый взвод лейтенанта В. Д. Пронина уничтожил 5 артиллерийских орудий, 8 пулемётов, около 65 солдат и офицеров вермахта. Прорвав первую линию обороны противника, Василий Дмитриевич со своим взводом продвинулся на 15 километров, выйдя на рубеж Мациёвице (Maciejowice) — Вулька-Босовска (Wolka Bosowska) и не позволив противнику закрепиться на заранее подготовленных рубежах обороны. Преследуя отступающего противника, танкисты с десантниками на броне 14 января 1945 года вышли к третьей линии вражеской обороны, и преодолев её, обладали населённым пунктом Сладков-Дужы (Śladków Duży). В ночь на 15 января 1944 в составе своего полка взвод Пронина форсировал реку Ниду, и захватив населённый пункт Боршовице (Borszowice), создал плацдарм на её западном берегу, на который переправились основные силы 7-го танкового корпуса. 16 января 1945 года лейтенант В. Д. Пронин участвовал в освобождении города Радомско. Развивая стремительное наступление, танковый взвод Пронина вышел к населённому пункту Камён (Kamion), где завязал бой с превосходящими силами противника. За счёт умелого маневрирования на поле боя танкисты Пронина уничтожили 3 танка Т-4, два бронетранспортёра, до роты немецкой пехоты, и обратив неприятеля в бегство, заняли населённый пункт и переправу через реку Варта, которую удержали до подхода основных сил полка. 20 января 1945 года Василий Дмитриевич участвовал в уличных боях за город Питшен, а 22 января 1945 года одним из первых ворвался в город Бернштадт. 23 января 1945 года 124-й отдельный танковый полк выполнил основную боевую задачу, выйдя к реке Одер в районе Бреслау, и на следующий день был отведён в Бернштадт для ремонта и доукомплектования. Всего за время наступления в период с 12 по 24 января 1945 года танковый взвод лейтенанта В. Д. Пронина прорвал три линии немецкой обороны и форсировал 6 водных преград, уничтожив при этом 25 артиллерийских орудий различного калибра, 19 пулемётов, 5 самоходных артиллерийских установок, 3 танка, 17 автомашин и бронетранспортёров, 6 ДЗОТов, 3 обоза и более 390 солдат и офицеров противника. 27 января 1945 года командир полка полковник П. С. Киселёв представил лейтенанта Пронина Василия Дмитриевича к званию Героя Советского Союза. Указ Президиума Верховного Совета СССР был подписан 10 апреля 1945 года.
7 февраля 1945 года 124-й отдельный танковый полк переправился через Одер и принимал участие в Нижне-Силезской операции, наступая общим направлением на Бунцлау. С начала марта 1945 года полк успешно отражал контратаки противника в районе города Найссе в полосе обороны 214-й стрелковой дивизии, после чего был выведен во фронтовой резерв. 16 апреля 1945 года началась Берлинская операция. С плацдармов на Одере войска Красной Армии начали стремительное наступление на Берлин. Чтобы замедлить их продвижение, немецкая группа армий «Центр» нанесла во фланг наступающим советским частям мощный контрудар на рубеже Баутцен-Гёрлиц. Для ликвидации угрозы прорыва немецко-фашистских войск в тыл наступающих на Берлин армий в бой в полосе обороны 111-й стрелковой дивизии 17 апреля был брошен 124-й отдельный танковый полк. Взвод лейтенанта Пронина в ожесточённых боях 18-21 апреля несмотря на многократное численное превосходство противника удержал занимаемые позиции, отразив 9 немецких атак, после чего перешёл в наступление и одним из первых ворвался в крупный опорный пункт немцев Грос-Крауша. Не сумев прорвать оборону на участке обороны 124-го отдельного танкового полка, немецкое командование изменило направление главного удара. Немецким войскам удалось глубоко вклиниться в оборону советских войск западнее города Ниски. Совершив тридцатикилометровый марш, танки полка при поддержке стрелковых частей 214-й стрелковой дивизии остановили дальнейшее продвижение врага, а затем мощным контрударом отбросили его. Лейтенант В. Д. Пронин со своим взводом форсировал реку Шварцер-Шёпс (Schwarzer Schöps) и участвовал в штурме опорного пункта немцев деревни Шпройц (Sproitz). До конца апреля 1945 года Василий Дмитриевич сражался на плацдарме на западном берегу реки, отражая многочисленные контратаки противника. Всего за период с 17 по 25 апреля 1945 года он лично уничтожил 2 немецких танка, 5 артиллерийских орудий, 4 пулемёта, 2 бронетранспортёра, 4 миномёта и до 25 вражеских солдат. К концу месяца немецкое наступление окончательно выдохлось, и 30 апреля 124-й отдельный танковый полк был отведён в Ниски для ремонта.
На завершающем этапе войны В. Д. Пронин принимал участие в Пражской операции, в составе своего подразделения освобождал города Бернштадт-на-Айгене, Циттау и Млада-Болеслав. К вечеру 9 мая 1945 года Василий Дмитриевич в составе полка вступил в освобождённую Прагу, где и закончил свой боевой путь. После завершения Великой Отечественной войны В. Д. Пронин был направлен на учёбу в высшую офицерскую бронетанковую школу, по окончании которой в 1949 году он служил в строевых частях Советской Армии. С 1962 года полковник В. Д. Пронин в запасе. Жил в городе Москве. Работал в одном из военкоматов города. 19 марта 2002 года Василий Дмитриевич скончался.

## Награды
- Медаль «Золотая Звезда» (10.04.1945);
- орден Ленина (10.04.1945);
- два орден Отечественной войны 1-й степени (14.05.1945; 11.03.1985);
- два ордена Красной Звезды (15.07.1944; ?);
- медали.

## Документы
- Общедоступный электронный банк документов «Подвиг Народа в Великой Отечественной войне 1941—1945 гг.» Дата обращения: 24 апреля 2013. Архивировано из оригинала 13 марта 2012 года.

Представление к званию Героя Советского Союза. Дата обращения: 24 апреля 2013. Архивировано 1 мая 2013 года.
Указ Президиума Верховного Совета СССР о присвоении звания Героя Советского Союза. Дата обращения: 24 апреля 2013. Архивировано 1 мая 2013 года.
Орден Отечественной войны 1-й степени (наградной лист и приказ о награждении). Дата обращения: 24 апреля 2013. Архивировано 1 мая 2013 года.
Орден Отечественной войны 1-й степени (информация из карточки награждённого к 40-летию Победы). Дата обращения: 24 апреля 2013. Архивировано 1 мая 2013 года.
Орден Красной Звезды (наградной лист и приказ о награждении). Дата обращения: 24 апреля 2013. Архивировано 1 мая 2013 года.